# Yauheni Karaliok
Yauheni Karaliok (en bielorruso: Яўгені Каралёк; Grodno, 9 de junio de 1996) es un deportista bielorruso que compite en ciclismo en las modalidades de pista y ruta.
Ganó dos medallas de oro en el Campeonato Mundial de Ciclismo en Pista, en los años 2018 y 2020, y una medalla de plata en el Campeonato Europeo de Ciclismo en Pista de 2020. En los Juegos Europeos de Minsk 2019 obtuvo una medalla de bronce en la prueba de scratch.

## Medallero internacional
| Campeonato Mundial | Campeonato Mundial       | Campeonato Mundial | Campeonato Mundial |
| Año                | Lugar                    | Medalla            | Competición        |
| ------------------ | ------------------------ | ------------------ | ------------------ |
| 2018               | Apeldoorn (Países Bajos) | Medalla de oro     | Scratch            |
| 2020               | Berlín (Alemania)        | Medalla de oro     | Scratch            |
| Juegos Europeos    |                          |                    |                    |
| Año                | Lugar                    | Medalla            | Competición        |
| 2019               | Minsk (Bielorrusia)      | Medalla de bronce  | Scratch            |
| Campeonato Europeo |                          |                    |                    |
| Año                | Lugar                    | Medalla            | Competición        |
| 2020               | Plovdiv (Bulgaria)       | Medalla de plata   | Ómnium             |

## Palmarés
2017
- Gran Premio de Minsk

2018
- 1 etapa del Tour de Mersin
- 1 etapa del Tour de Estonia

2019
- Minsk Cup
- 3.º en el Campeonato de Bielorrusia Contrarreloj

2020
- Campeonato de Bielorrusia Contrarreloj
- 3.º en el Campeonato de Bielorrusia en Ruta

2021
- Campeonato de Bielorrusia Contrarreloj

2022
- Gran Premio Justiniano Race
- Campeonato de Bielorrusia Contrarreloj
- 2.º en el Campeonato de Bielorrusia en Ruta

2023
- Campeonato de Bielorrusia Contrarreloj
- 2.º en el Campeonato de Bielorrusia en Ruta

2024
- Campeonato de Bielorrusia Contrarreloj

2025
- 3.º en el Campeonato de Bielorrusia Contrarreloj
- Campeonato de Bielorrusia en Ruta